# カワサキ・Z125
Z125（ゼット125）は、カワサキモータースが製造販売しているオートバイ（小型自動二輪車）である。

## 概要
Z125は2015年に発表された。カワサキが近年展開している『Zシリーズ』の最小排気量モデルとして位置づけられているが、車両の系統としてはKSRシリーズのフルモデルチェンジにあたり、生産もKSRと同じくタイの現地法人が行っている。
バリエーションとして自動遠心クラッチ仕様の Z125 と、ハンドマニュアルクラッチ仕様の Z125プロ があり、日本でも2016年4月15日より Z125プロ が正規輸入により発売される。

## Z125プロ
車体構成は前モデルにあたるKSR PROから流用されているが、計器類や保安部品などの外装は刷新されており、座席シートは2人乗り対応のものに変更されている。ホイールも流用だが前輪側のブレーキディスクは反対側に装備され、タイヤサイズも変更されている。
エンジンはKSRのものを3mmボアアップして燃料噴射装置を装備し、平成28年自動車排出ガス規制に対応させている。マフラーもダウンタイプのものに変更された。